# Catalan occidental

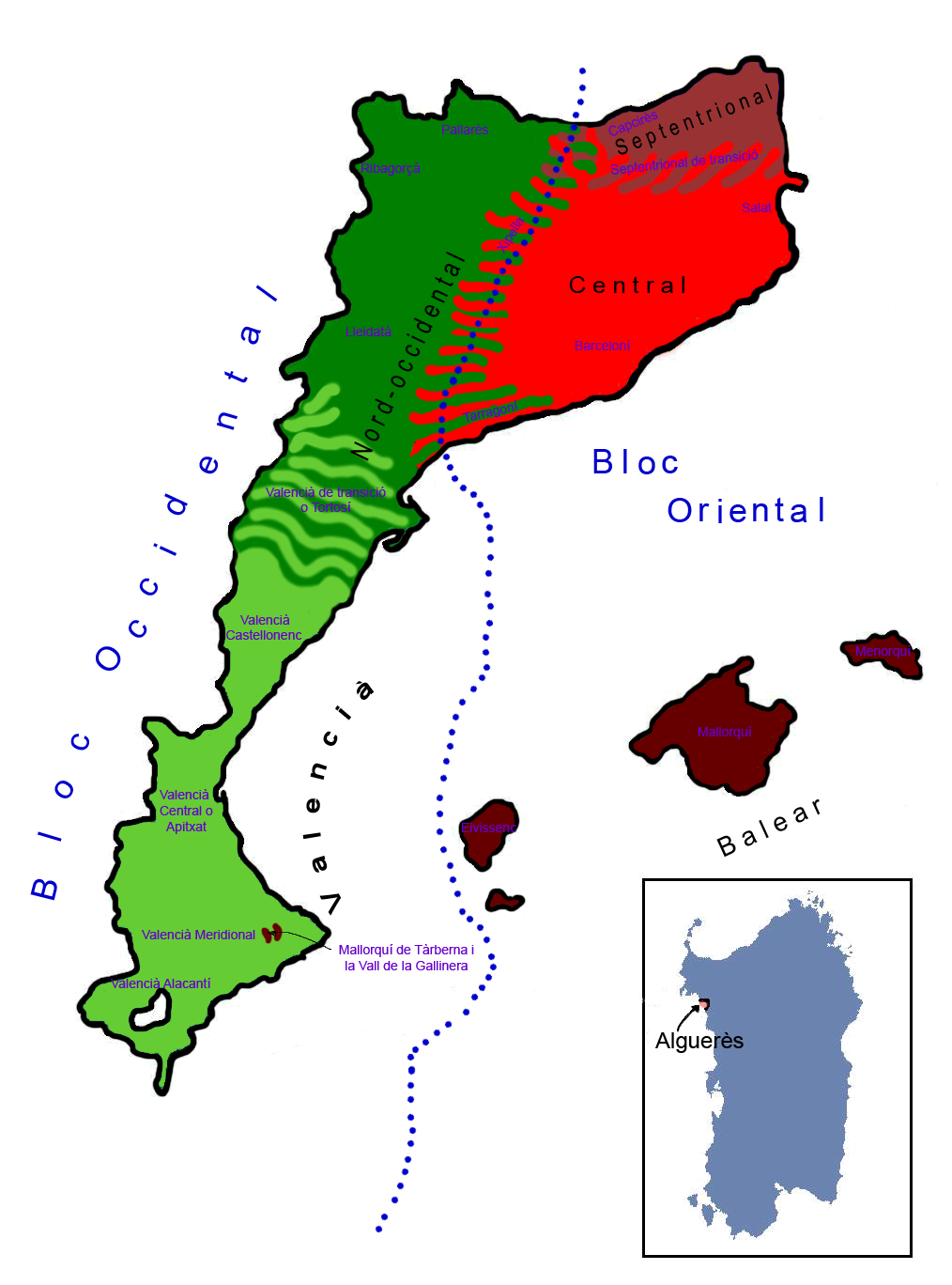
Carte dialectale du catalan. La ligne pointillée indique la séparation entre les blocs occidental et oriental.

Le catalan occidental est un groupe dialectal de la langue catalane, parlé dans l'ouest de la Catalogne (dans presque l'intégralité de la province de Lérida, dans l'ouest de la province de Tarragone et dans les Terres de l'Ebre), à la Frange d'Aragon, en Andorre et dans une grande partie de l'ancien territoire du Royaume de Valence (actuelle Communauté valencienne). Il se différencie principalement du catalan oriental, qui réunit les autres variantes de la langue, par l'absence de neutralisation dans le système vocalique atone. Ainsi, le catalan oriental neutralise /a/ et /e/ atones en /ə/, ainsi que /o/ et /u/ atones en /u/, alors que l'occidental maintient l'opposition dans les deux cas. 

## Caractéristiques générales
D'autres traits particuliers au bloc occidental sont :
- ĭ et ē toniques latins donnent [e].
- Maintien du son [w] dans les possessifs (meua, teua, seua, contre meva, teva, seva)
- Verbes inchoatifs en -ix, -ixen, -isca etc. pour -eix, -eixen, -eixi etc. ;
- Une tendance à préserver la nasale finale aux pluriels d'anciens proparoxytons en -n (hòmens/homes, jóvens/joves…) ;
- Une certaine présence de [j] devant une palatale sourde (correspondant au digraphe -ix-) ;
- Le pronom faible ens/-nos devient [mos] dans toutes les positions.
- Article numéral dos invariable, contre dos/dues en oriental[1].
- Prononciation de amb comme en [en], trait particulièrement accentué en valencien et bien ancré depuis la fin du XVe siècle au moins[1].

Il dispose également d'un lexique spécifique (échantillon indicatif) :
- Granera pour escombra (balai)
- Espill pour mirall (miroir)
- Palometa/paloma pour papallona (papillon)
- Corder pour xai (agneau)
- Eixir pour sortir (sortir)

## Dialectes

Carte dialectale du valencien.

Sont rattachés au groupe occidental les dialectes et ensemble dialectaux suivants :
- Catalan nord-occidental
  - Pallarais
  - Ribagorçain (ca)
  - Bénasquais (dialecte de transition vers l'aragonais)
- Valencien de transition ou catalan de Tortosa
- Valencien
  - septentrional
  - Apitxat
  - Méridional
  - Alicantin